# 单参数群
在数学中，一个单参数群（one-parameter group）或称单参数子群（one-parameter subgroup）通常表示从实数 R（作为加法群）到另一个拓扑群 G 的一个连续群同态
φ : R → G.
这意味着它严格说来其实不是一个群；如果 φ 是单射，则其像 φ(R) 是 G 的一个同构于加法群 R 的子群。这就是说，我们只知道
φ (s + t) = φ(s)φ(t)
其中 s, t 是群在 G 中的参数。我们可能有
φ(s) = e, G 中的单位元，
对某个 s ≠ 0 成立。譬如 G 是单位圆是这可能发生，且
φ(s) = eis.
在这种情形，φ 的核由 2π 乘以整数组成。
一个单参数群在一个集合上的作用称为流。
一个技术复杂性在于 φ(R) 作为 G 的子空间的拓扑可能比 R 上的要粗糙；这在 φ 是单射时可能发生。譬如考虑当 G 是一个环面 T，φ 是沿着一个无理斜率缠绕的直线。
所以一个单参数群或单参数子群需区别于一个群或一个子群自身，有三个原因：
1. 它有一个确定的参数化，
2. 群同态可能不是单射，
3. 诱导拓扑可能不是实线上的标准拓扑。

这样的单参数群在李群理论具有基本重要性，其中相伴的李代数中每一个元素定义了这样一个同态，指数映射。在矩阵群的情形，它由矩阵指数给出。
另一个重要情形出现于泛函分析，G 是一个希尔伯特空间中的酉算子。参见单参数酉群的斯通定理。
鲍尔·科恩（Paul Cohn）在其1957年专题论文《李群》中58页，给出如下定理：
任何连通一维李群解析同构于实数加法群 {\displaystyle {\mathfrak {R}}} 或实数模 1 加法群 {\displaystyle {\mathfrak {T}}}。特别地，任何一位李群局部同构于 R。

## 物理
在物理中，单参数子群描述了动力系统。 而且，只要一个物理定律系统满足一个单参数群可微对称，则根据诺特定理有一个守恒量。
在狹義相對論裏，快度參數可以用來幫助比較或區別幾個不同的慣性參考系。在相對論的運動學理論和動力學理論裏，快度替代了速度的地位。由於快度是無界的，快度的單參數群是非緊緻的。快度的概念是由 (Alfred Robb) 於 1911 年提出，是十九世紀雙曲正規化四元量 (hyperbolic versor) 概念的重新包裝。 、威廉·金頓·克利福德 、 ，這幾位數學物理學家，都曾經在他們的作品中，使用過一個等價的笛卡兒平面映射。這映射的算子是個雙曲複數：
{\displaystyle \cosh a+r\sinh a\,\!} ；
其中，{\displaystyle a\,\!} 是雙曲正規化四元量，{\displaystyle rr=+1\,\!} 。
請注意，{\displaystyle r\,\!} 與虛數單位類似。但是，{\displaystyle r\,\!} 不是虛數單位。並且， {\displaystyle r\neq \pm 1\,\!} 。